# کوهولی تپه
کوهولی تپه مربوط به دوره اشکانیان - سده‌های میانه دوران‌های تاریخی پس از اسلام است و در شهرستان بیله‌سوار، بخش قشلاق دشت، روستای پتولقان واقع شده و این اثر در تاریخ ۱۲ شهریور ۱۳۸۶ با شمارهٔ ثبت ۱۹۴۲۳ به‌عنوان یکی از آثار ملی ایران به ثبت رسیده است.